# Suriname International 2016
Die Suriname International 2016 im Badminton fanden vom 16. bis zum 19. November 2016 in Paramaribo statt.

## Sieger und Platzierte
| Disziplin    | Gold                               | Silber                             | Bronze                                |
| ------------ | ---------------------------------- | ---------------------------------- | ------------------------------------- |
| Herreneinzel | Misha Zilberman                    | Maxime Moreels                     | Duarte Nuno Anjo                      |
| Herreneinzel | Misha Zilberman                    | Maxime Moreels                     | Alistair Espinoza                     |
| Dameneinzel  | Solángel Guzmán                    | Tamisha Williams                   | Avril Plaza Marcelle                  |
| Dameneinzel  | Solángel Guzmán                    | Tamisha Williams                   | Santusha Ramzan                       |
| Herrendoppel | Cory Fanus Dakeil Thorpe           | Alrick Toney Mitchel Wongsodikromo | Dylan Darmohoetomo Gilmar Jones       |
| Herrendoppel | Cory Fanus Dakeil Thorpe           | Alrick Toney Mitchel Wongsodikromo | Alistair Espinoza Will Lee            |
| Damendoppel  | Solángel Guzmán Jada Renales       | Sherifa Jameson Anjali Paragsingh  | Santusha Ramzan Priscila Tjitrodipo   |
| Damendoppel  | Solángel Guzmán Jada Renales       | Sherifa Jameson Anjali Paragsingh  | Avril Plaza Marcelle Sabrina Scott    |
| Mixed        | Misha Zilberman Svetlana Zilberman | Alistair Espinoza Solángel Guzmán  | Gilmar Jones Priscila Tjitrodipo      |
| Mixed        | Misha Zilberman Svetlana Zilberman | Alistair Espinoza Solángel Guzmán  | Mitchel Wongsodikromo Santusha Ramzan |